# نوموينينغو (كيبك)
نوموينينغو (بالإنجليزية: Nominingue, Quebec)‏ هي بلدية محلية في كيبيك تقع في كندا في Antoine-Labelle Regional County Municipality. يقدر عدد سكانها بـ 2,019 نسمة ومساحتها 360.10 كم2 .